# Fear and Loathing on the Campaign Trail ’72

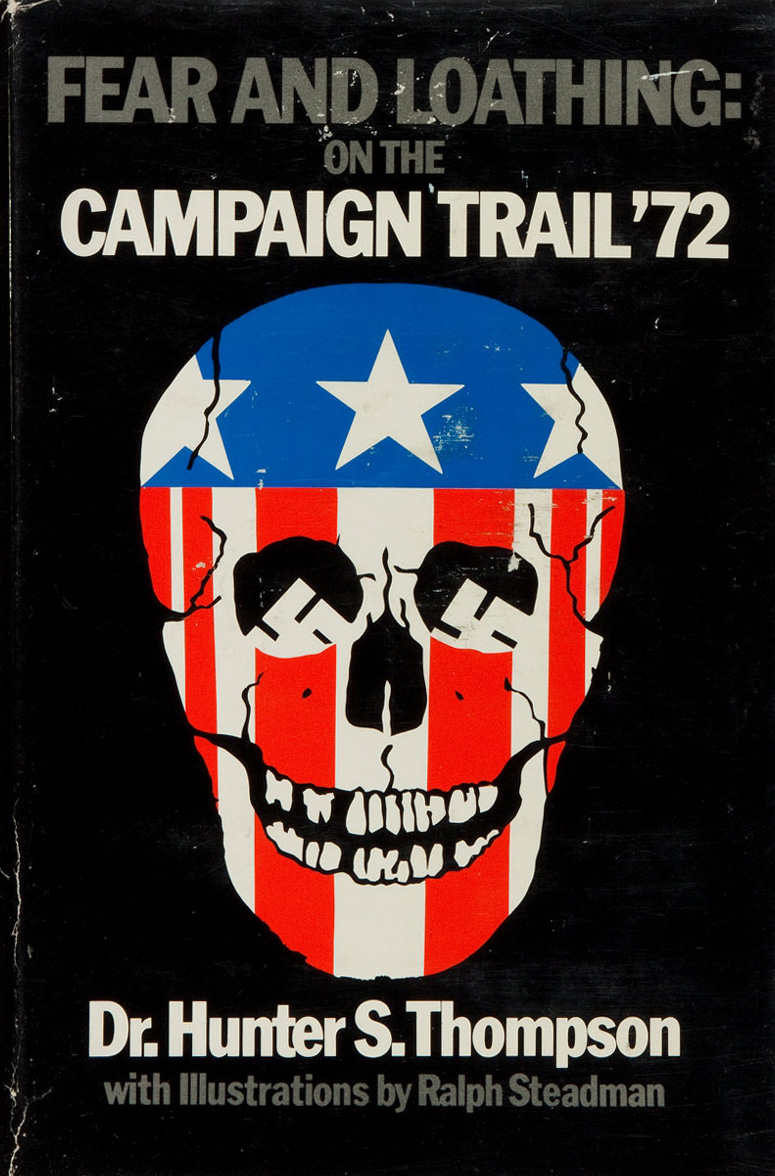
Cover der Erstausgabe

Fear and Loathing on the Campaign Trail ’72 (deutscher Titel: Angst und Schrecken im Wahlkampf) ist eine Sammlung von Artikeln, die die US-Präsidentschaftswahl 1972 beschreiben, geschrieben von Gonzo-Journalist Hunter S. Thompson und von Ralph Steadman illustriert. Die Artikel wurden während des Jahres 1972 im Rolling Stone-Magazin und im Frühjahr 1973 als Buch veröffentlicht.

## Inhalt
Das Buch konzentriert sich fast ausschließlich auf die Vorwahlen der Demokratischen Partei und den Zusammenbruch der Partei, als sie zwischen den verschiedenen Kandidaten gespalten war. Im Mittelpunkt steht die Leitung der George-McGovern-Kampagne während der Miami-Tagung, die versuchte, gegen den Widerstand der Humphrey-Kampagne und anderer Kandidaten die demokratische Nominierung sicherzustellen.
Thompson begann seine Berichterstattung über den Wahlkampf im Dezember 1971, als das Rennen um die Vorwahlen begann, in einer Mietwohnung in Washington. In den nächsten zwölf Monaten hat er, in umfangreichem Detail, über jeden Aspekt des Wahlkampfs, von der kleinsten Versammlung bis zu den rauesten Tagungen, berichtet. Aufgrund der freilaufenden Art des Wahlkampfs wurde eines der ersten Faxgeräte, mit großem Aufwand, vom Magazin für Thompson beschafft. Thompson nutzte die neue Technik, um den Schreibprozess bis zum Ende der Fristen zu erweitern. Nur Stunden, bevor das Magazin in den Druck ging, versandte er wahllos Notizen. Kollegen und Redakteure mussten das fertige Produkt mit Thompson am Telefon zusammensetzen.

## Interpretation und Rezeption
Wie in seinem früheren Roman Fear and Loathing in Las Vegas (deutscher Titel: Angst und Schrecken in Las Vegas) arbeitete Thompson in Angst und Schrecken im Wahlkampf mit einem Prosastil, den Vulgarität und die Übertreibung von Geschehnissen kennzeichnen. Die britische Schriftstellerin A. L. Kennedy beschrieb die Reportagen als „Insanity, obscenity, profanity, illegality and reptilian paranoia“ („Wahnsinn, Obszönität, Profanität, Illegalität und Reptilien-Paranoia“). Die Buchveröffentlichung gehörte für sie zu den 10 kontroversesten Büchern aller Zeiten. Für William McKeen wurden die Reportagen „a classic of American political journalism“ („ein Klassiker des amerikanischen politischen Journalismus“).